# Kyzylkumite
La kyzylkumite è un minerale.